# Catedral de la Dormició de la Mare de Déu de Cluj-Napoca
La Catedral de la Dormició de la Mare de Déu (romanès: Catedrala Adormirea Maicii Domnului) és l'església ortodoxa romanesa més famosa de Cluj-Napoca (Romania). Construït en un estil brâncovenesc romanès, síntesi de l'arquitectura renaixentista i bizantina, es troba a la plaça Avram Iancu, juntament amb el Teatre Nacional de Cluj-Napoca i l'estàtua d'Avram Iancu.
La catedral és la seu del metropolità de Cluj, Alba, Crişana i Maramureș. Està dedicat a la Dormició de la Mare de Déu (en romanès: Adormirea Maicii Domnului).

## Història
La catedral va ser construïda entre el 1923 i el 1933, després de la Unió de Transsilvània amb l'Antic Imperi Romanès. Nicolae Ivan (1855-1936), primer bisbe del bisbat de Cluj, va tenir una contribució molt important en suggerir la ubicació de la catedral i en l'obtenció dels fons necessaris per a la seva construcció, que va començar el 10 de setembre de 1923.
El projecte de la catedral va ser desenvolupat pels arquitectes George Cristinel i Constantin Pomponiu, que també van dissenyar el Mausoleu de Mărăşeşti.
El 5 de novembre de 1933, la catedral va ser inaugurada oficialment per Miron Cristea, el patriarca de tot Romania, Nicolae Bălan, metropolità de Transsilvània i Nicolae Ivan, bisbe de Cluj. L'acte d'inauguració també va comptar amb la presència, entre molts altres, del rei Carol II i del príncep hereu Miquel I.

## Decoració
La cúpula principal de la catedral, inspirada en la cúpula de Santa Sofia a Istanbul, està envoltada per 4 torres d'estil brâncovenesc romanès. Les 18 grans columnes que sostenen la cúpula estan esculpides en pedra. El principal material utilitzat per a la construcció de la catedral va ser la pedra extreta de Baciu i Bompotoc.
Els murals interiors van ser pintats entre 1928 i 1933 pels artistes Anastasie Demian i Catul Bogdan, ambdós professors de l'acadèmia d'art local.